# Cosmosoma rubrigutta
Cosmosoma rubrigutta är en fjärilsart som beskrevs av Henry Skinner 1906. Cosmosoma rubrigutta ingår i släktet Cosmosoma och familjen björnspinnare. Inga underarter finns listade i Catalogue of Life.